# Västpommerns vojvodskap
Västpommerns vojvodskap (polska województwo zachodniopomorskie) är ett vojvodskap i nordvästra Polen, i den historiska regionen Pommern. Huvudstad är Szczecin.

## Historia
Västpommerns vojvodskap bildades i den större administrativa reform som genomfördes 1999, då antalet vojvodskap i Polen reducerades till 16. Det nuvarande vojvodskapet bildades då genom sammanslagning av de tidigare Szcecins vojvodskap och Koszalins vojvodskap, samt delar av Gorzów Wielkopolskis, Piłas och Słupsks vojvodskap.
Namnet Västpommern (Pomorze Zachodnie) används i Polen om de delar av landskapet Pommern som ligger i västra Polen idag, medan Pomorze Gdańskie betecknar Pommerns vojvodskap som ligger öster om Västpommern. Västpommerns vojvodskap täcker till stora delar samma område som det historiska landskapet Hinterpommern, de östra delarna av det gamla hertigdömet Pommern, samt den norra delen av det tidigare Neumark. Regionen utgjorde 1815-1945 en del av den preussiska provinsen Pommern och den nordöstra delen av provinsen Brandenburg, men införlivades med Polen efter Tysklands nederlag i andra världskriget enligt Potsdamöverenskommelsen. Den tysktalande delen av befolkningen fördrevs då. Regionen återbefolkades under 1940- och 1950-talet av huvudsakligen polska och ukrainska bosättare och flyktingar, från andra delar av Polen och de sovjetiska områdena öster om Curzonlinjen.

## Administrativ indelning

### Städer med powiatstatus
Västpommern har tre större städer som administrativt har powiatstatus (miasta na prawach powiatu). I dessa sköts uppgifter på distriktsnivå av stadskommunens politiska och administrativa organ.
| Stad        | Invånare (2008) | Yta (km²) |
| ----------- | --------------- | --------- |
| Szczecin    | 407 260         | 301       |
| Koszalin    | 107 307         | 83        |
| Świnoujście | 40 901          | 197       |

### Powiater

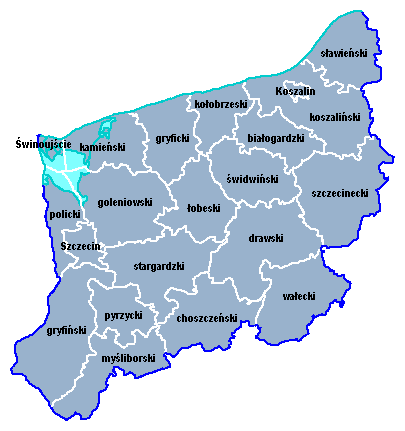
Powiatindelning

Utöver de tre städerna med egen powiatstatus indelas Västpommerns vojvodskap i 18 distrikt (powiaty). Dessa underindelas i sin tur i sammanlagt 114 kommuner (2011).
| Powiat              | Huvudort          | Invånare (2008) | Yta (km²) |
| ------------------- | ----------------- | --------------- | --------- |
| Powiat białogardzki | Białogard         | 48 271          | 845       |
| Powiat choszczeński | Choszczno         | 49 795          | 1 328     |
| Powiat drawski      | Drawsko Pomorskie | 57 705          | 1 764     |
| Powiat goleniowski  | Goleniów          | 79 504          | 1 616     |
| Powiat gryficki     | Gryfice           | 60 660          | 1 017     |
| Powiat gryfiński    | Gryfino           | 83 019          | 1 870     |
| Powiat kamieński    | Kamień Pomorski   | 47 726          | 1 003     |
| Powiat kołobrzeski  | Kołobrzeg         | 76 617          | 725       |
| Powiat koszaliński  | Koszalin          | 64 520          | 1 668     |
| Powiat łobeski      | Łobez             | 38 204          | 1 065     |
| Powiat myśliborski  | Myślibórz         | 67 245          | 1 182     |
| Powiat policki      | Police            | 67 166          | 665       |
| Powiat pyrzycki     | Pyrzyce           | 39 953          | 726       |
| Powiat sławieński   | Sławno            | 57 330          | 1 043     |
| Powiat stargardzki  | Stargard          | 119 198         | 1 520     |
| Powiat szczecinecki | Szczecinek        | 77 132          | 1 766     |
| Powiat świdwiński   | Świdwin           | 48 519          | 1 093     |
| Powiat wałecki      | Wałcz             | 54 323          | 1 415     |

## Städer
Det finns sammanlagt 64 städer i Västpommerns vojvodskap, med varierande grad av administrativt självstyre. I tabellen har städer med powiatstatus markerats med fetstil och städer som är huvudorter för ett omgivande powiat markerats med understrykning.

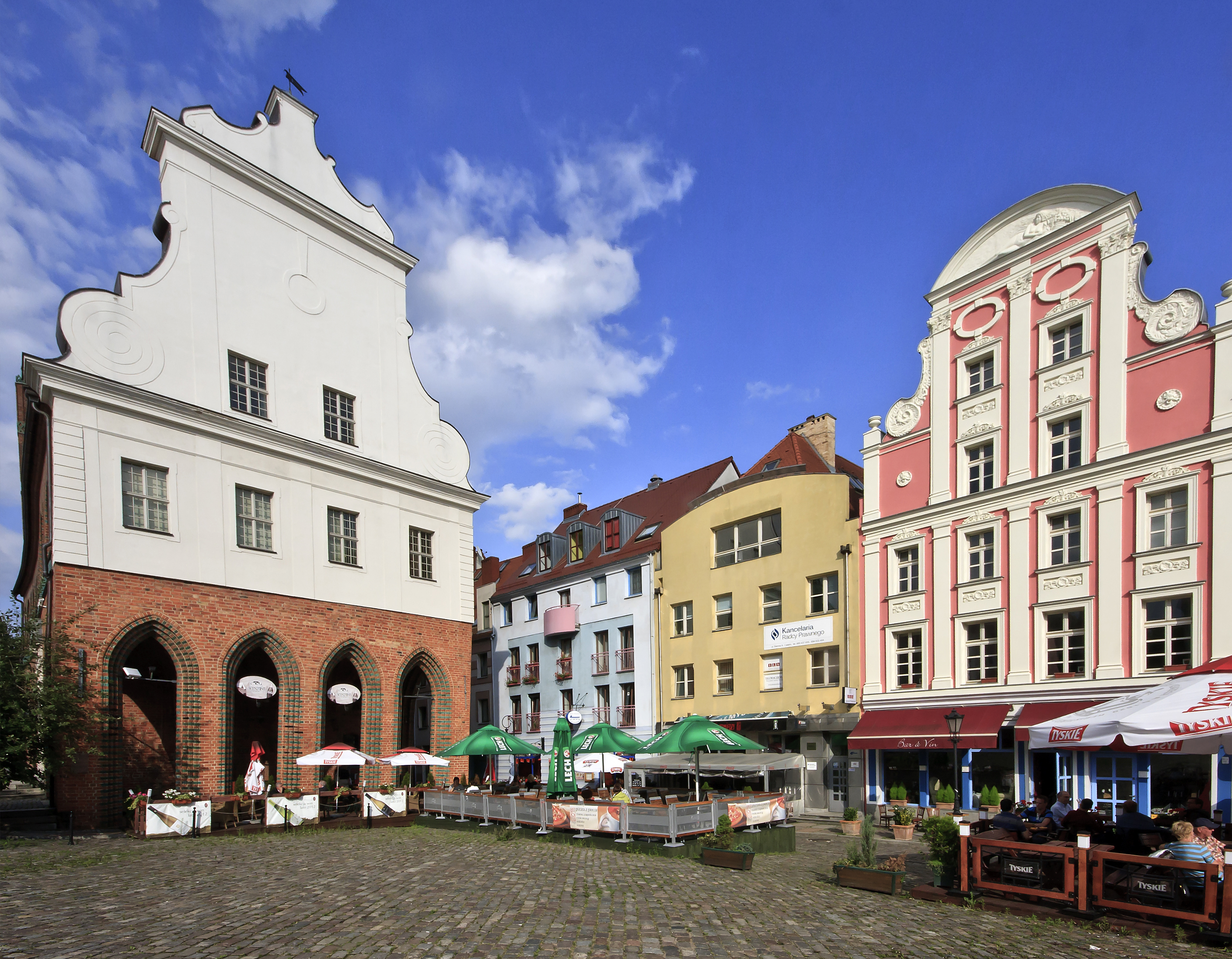
Szczecins gamla torg.

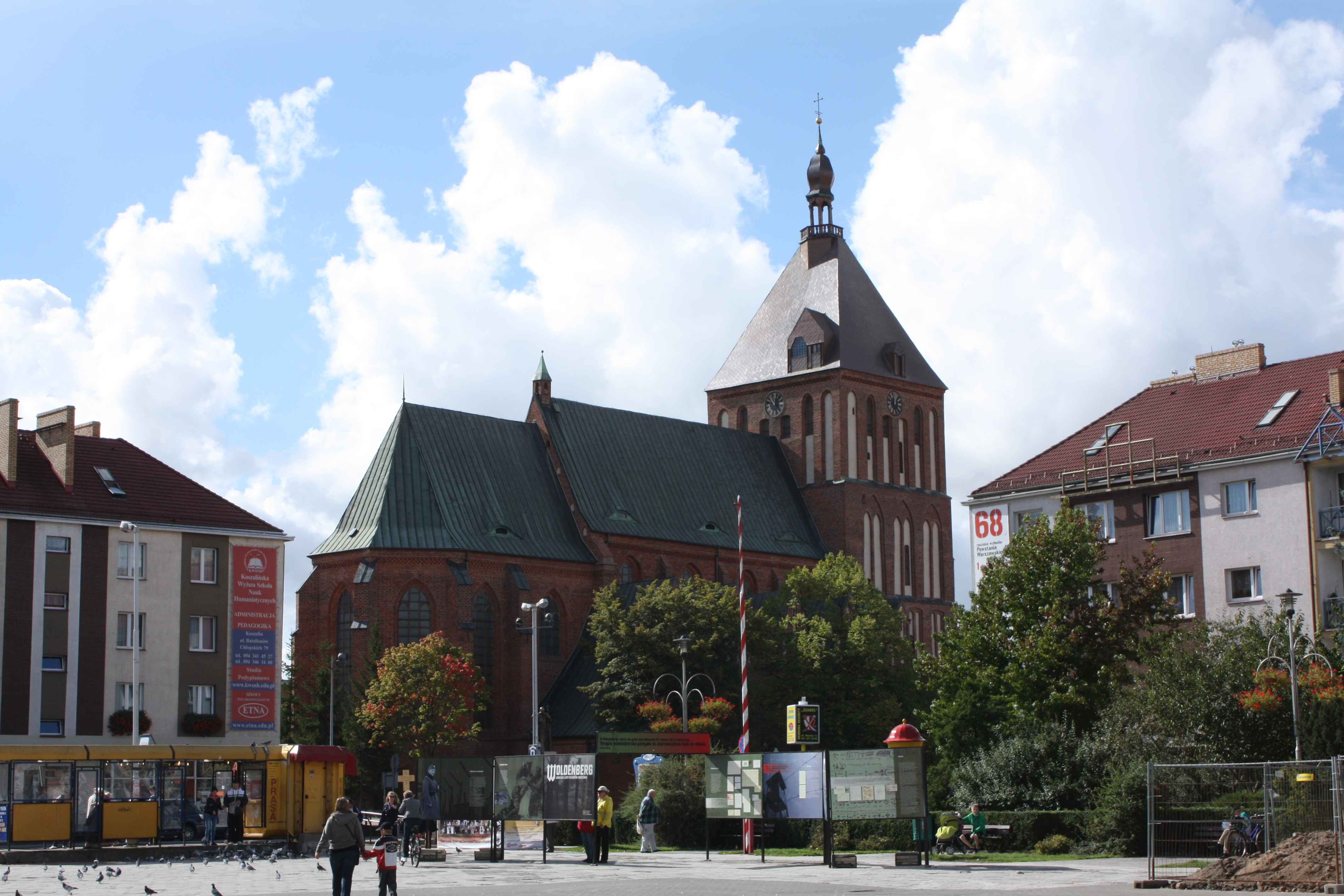
Katedralen i Koszalin.

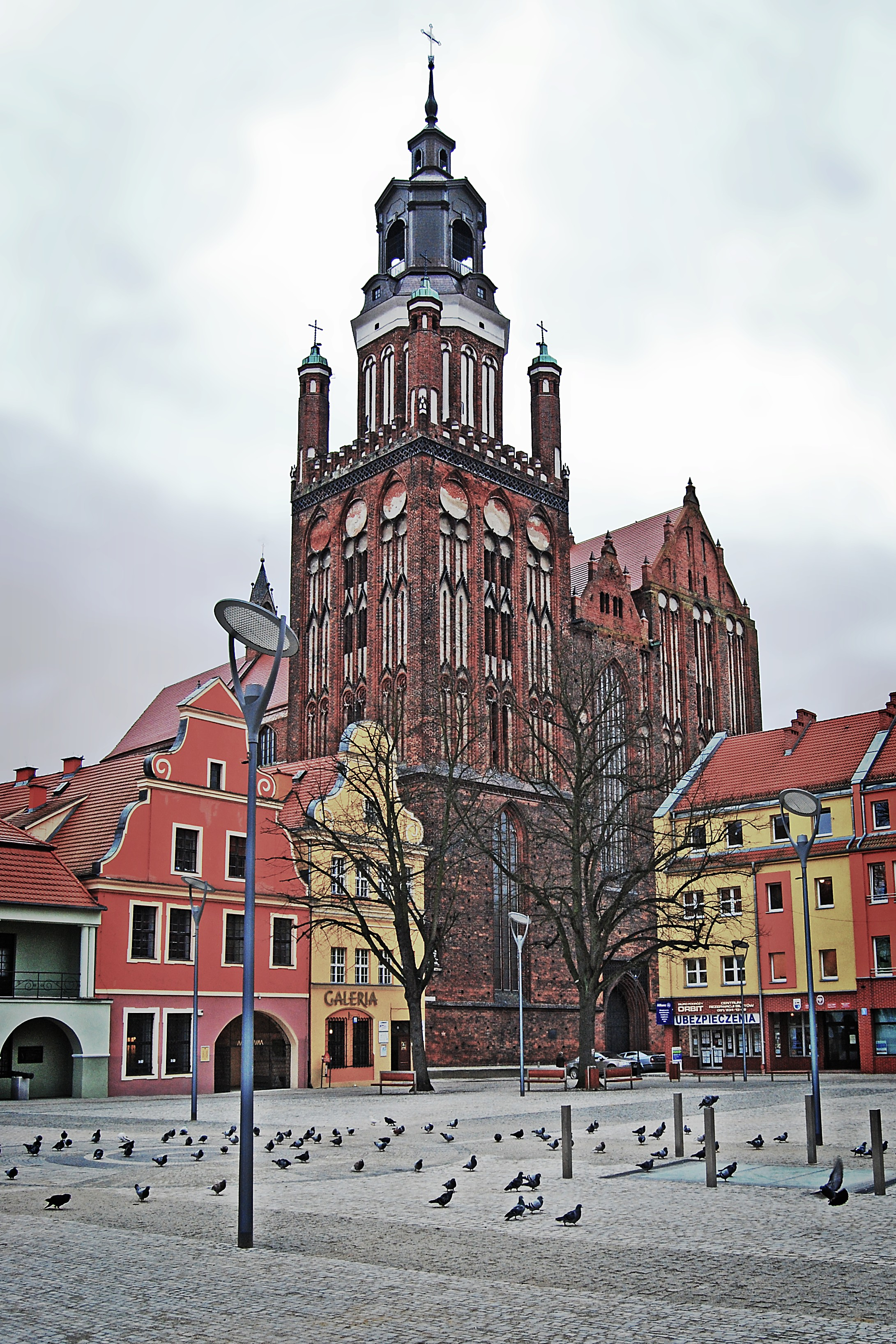
Stora torget i Stargard. I bakgrunden Mariakyrkan.

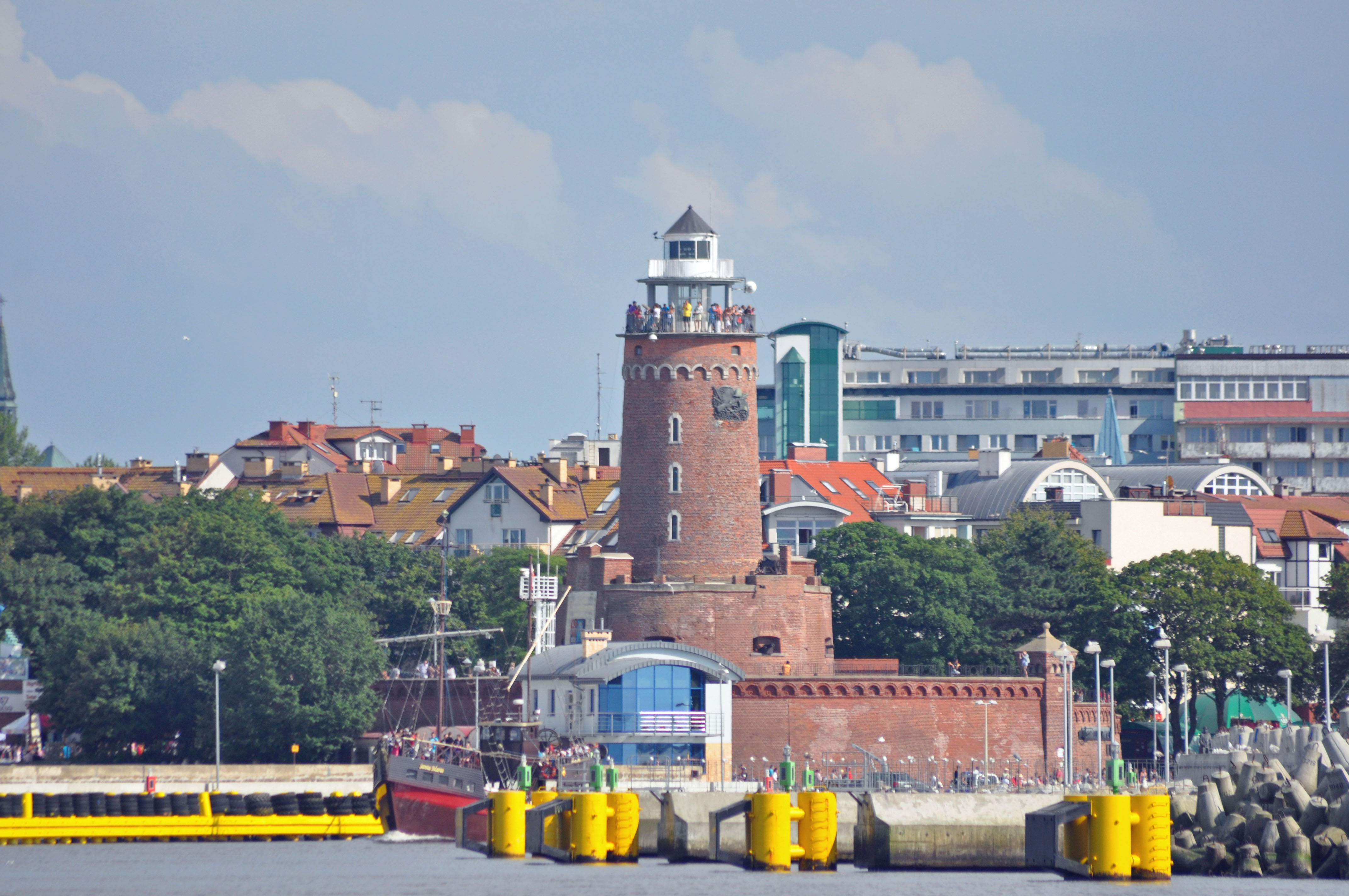
Kołobrzegs hamn och fyrtorn.

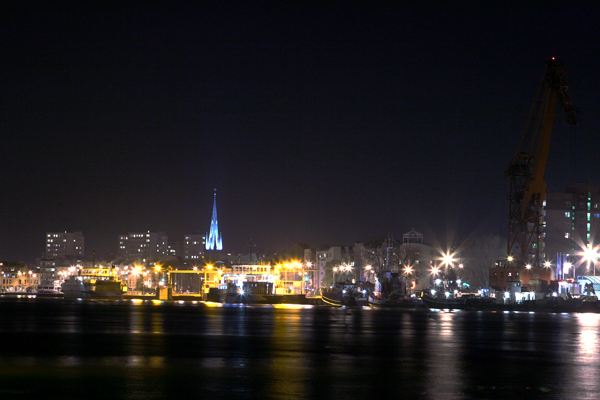
Nattbild från hamnen i Świnoujście.

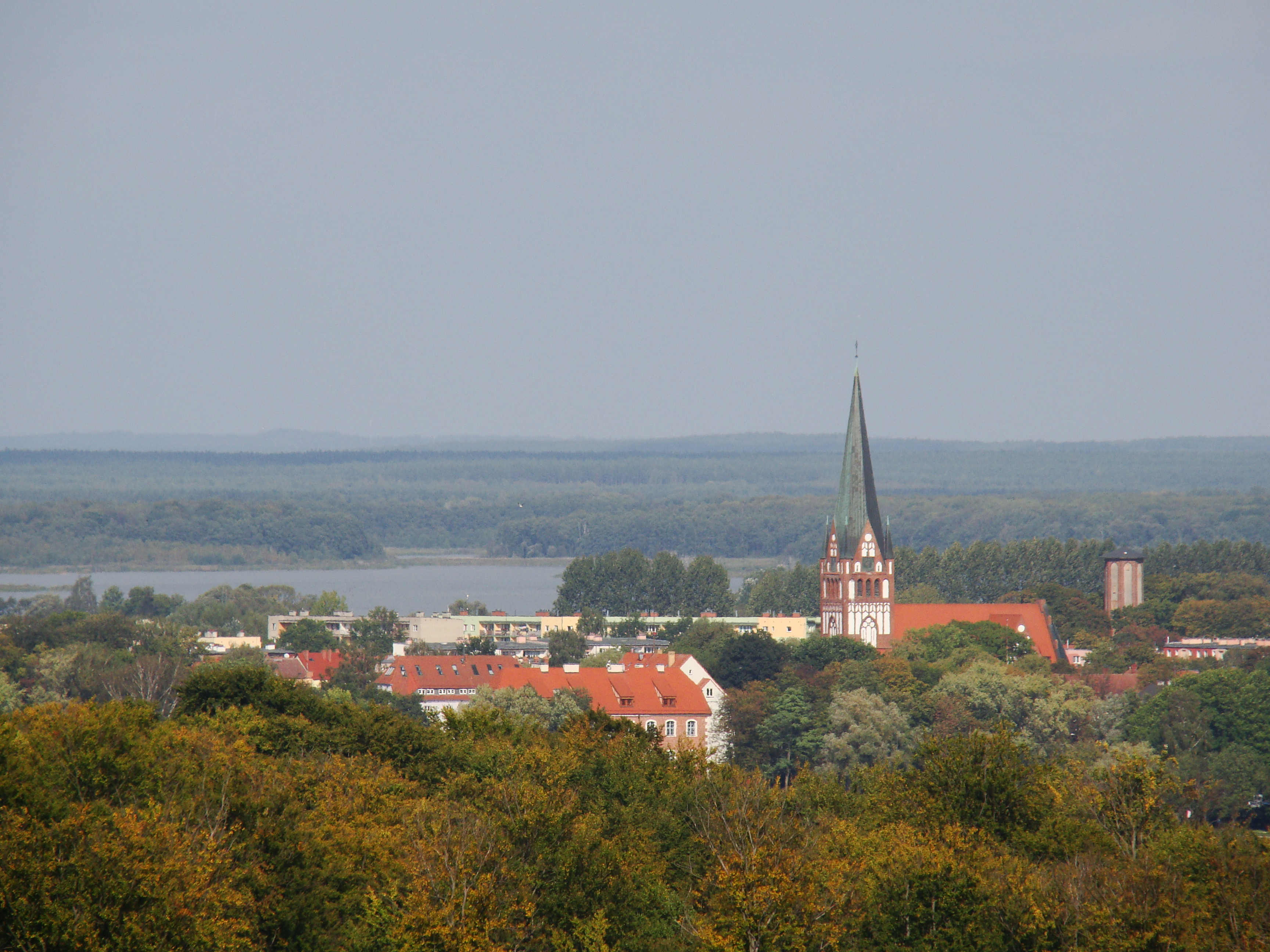
Szczecinek

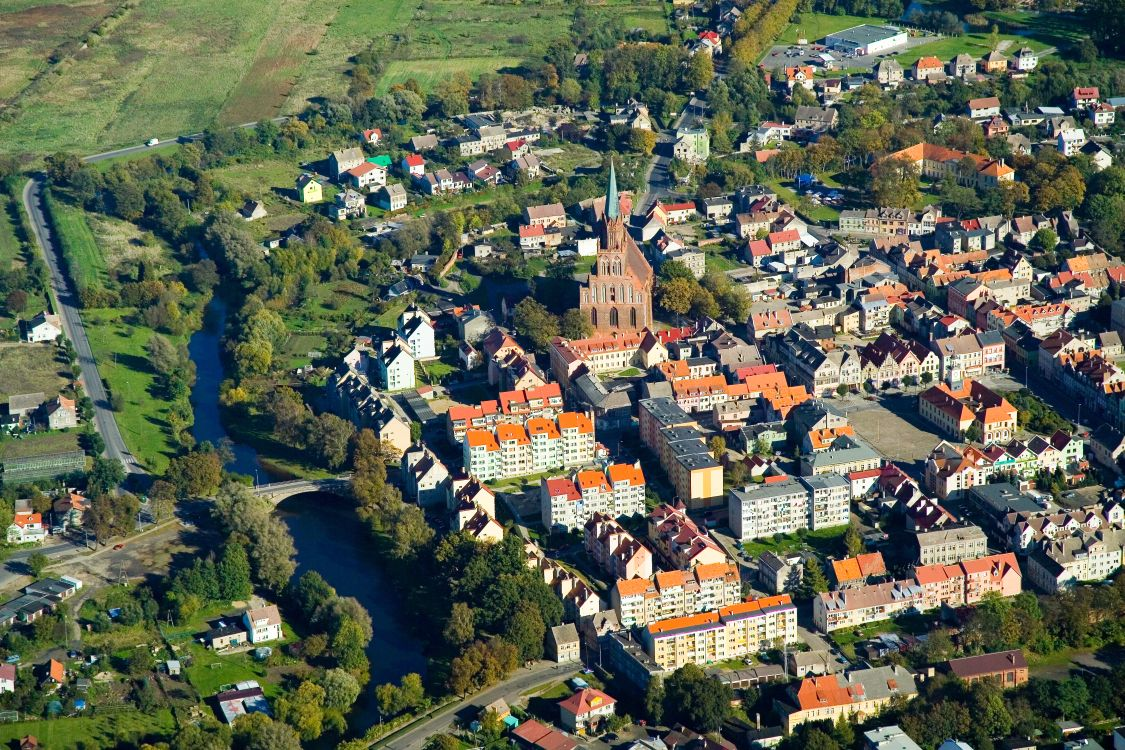
Flygfoto över Trzebiatóws gamla stad.

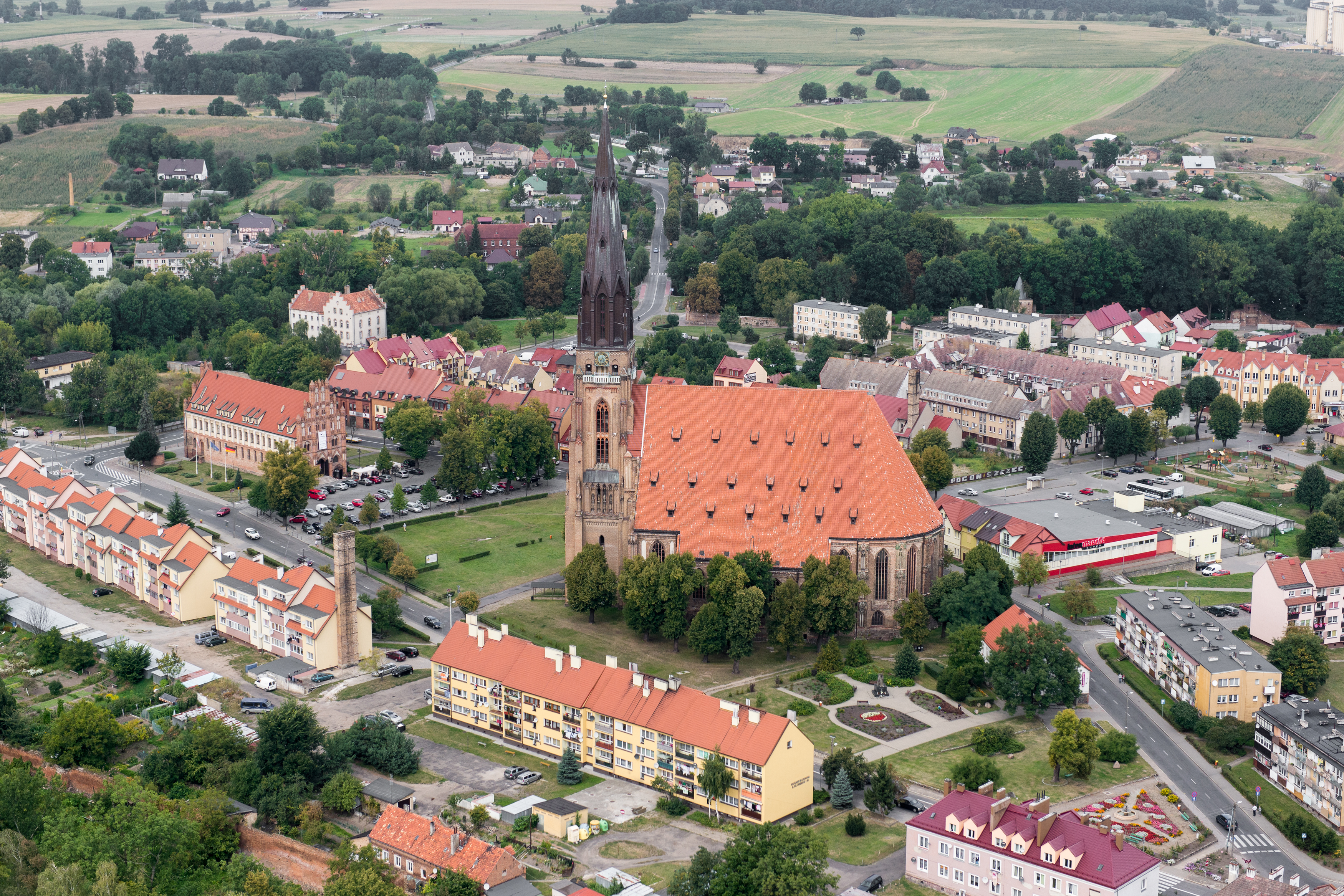
Chojnas gamla stad med Mariakyrkan.

| Vapen                     | Stad              | Befolkning (30 jun 2014) | Yta (km²) |
| ------------------------- | ----------------- | ------------------------ | --------- |
| herb Szczecina            | Szczecin          | 408.105                  | 300,55    |
| Herb Koszalina            | Koszalin          | 109.165                  | 98,34     |
| herb Stargardu            | Stargard          | 69.251                   | 48,08     |
| herb Kołobrzegu           | Kołobrzeg         | 46.830                   | 25,67     |
| herb Świnoujścia          | Świnoujście       | 41.322                   | 197,23    |
| herb Szczecinka           | Szczecinek        | 40.615                   | 48,48     |
| herb Polic                | Police            | 33.571                   | 37,31     |
| herb Wałcza               | Wałcz             | 26.182                   | 38,17     |
| herb Białogardu           | Białogard         | 24.631                   | 25,73     |
| herb Goleniowa            | Goleniów          | 22.777                   | 11,78     |
| herb Gryfina              | Gryfino           | 21.599                   | 9,58      |
| herb Nowogardu            | Nowogard          | 16.898                   | 12,44     |
| herb Gryfic               | Gryfice           | 16.837                   | 12,40     |
| herb Świdwina             | Świdwin           | 15.684                   | 22,38     |
| herb Choszczna            | Choszczno         | 15.637                   | 9,58      |
| herb Barlinka             | Barlinek          | 14.241                   | 17,55     |
| herb Darłowa              | Darłowo           | 14.183                   | 20,21     |
| herb Dębna                | Dębno             | 14.034                   | 19,51     |
| herb Złocieńca            | Złocieniec        | 13.198                   | 32,28     |
| herb Sławna               | Sławno            | 12.903                   | 15,83     |
| herb Pyrzyc               | Pyrzyce           | 12.790                   | 38,79     |
| herb Drawska Pomorskiego  | Drawsko Pomorskie | 11.850                   | 22,33     |
| herb Myśliborza           | Myślibórz         | 11.565                   | 15,04     |
| herb Łobza                | Łobez             | 10.423                   | 12,84     |
| herb Trzebiatowa          | Trzebiatów        | 10.162                   | 10,25     |
| herb Kamienia Pomorskiego | Kamień Pomorski   | 9.033                    | 10,74     |
| herb Połczyna             | Połczyn-Zdrój     | 8.400                    | 7,21      |
| herb Chojnej              | Chojna            | 7.376                    | 12,12     |
| herb Czaplinka            | Czaplinek         | 7.176                    | 13,62     |
| herb Sianowa              | Sianów            | 6.687                    | 15,88     |
| herb Karlina              | Karlino           | 5.975                    | 9,40      |
| herb Międzyzdrojów        | Międzyzdroje      | 5.497                    | 4,50      |
| herb Wolina               | Wolin             | 4 999                    | 14,47     |
| herb Bornego Sulinowa     | Borne Sulinowo    | 4.983                    | 18,15     |
| herb Reska                | Resko             | 4.348                    | 4,49      |
| herb Kalisza Pomorskiego  | Kalisz Pomorski   | 4.337                    | 11,96     |
| herb Bobolic              | Bobolice          | 4.224                    | 4,77      |
| herb Płotów               | Płoty             | 4.085                    | 4,12      |
| herb Lipian               | Lipiany           | 4.056                    | 5,54      |
| herb Barwic               | Barwice           | 3.836                    | 7,52      |
| herb Mieszkowic           | Mieszkowice       | 3.591                    | 4,73      |
| herb Maszewa              | Maszewo           | 3.335                    | 5,54      |
| herb Chociwela            | Chociwel          | 3.203                    | 3,67      |
| herb Mirosławca           | Mirosławiec       | 3.028                    | 2,13      |
| herb Polanowa             | Polanów           | 3.017                    | 7,37      |
| herb Reczy                | Recz              | 2.973                    | 12,40     |
| herb Węgorzyna            | Węgorzyno         | 2.905                    | 6,85      |
| herb Golczewa             | Golczewo          | 2.750                    | 7,42      |
| herb Dziwnowa             | Dziwnów           | 2.739                    | 4,97      |
| herb Pełczyc              | Pełczyce          | 2.649                    | 13,07     |
| herb Tychowa              | Tychowo           | 2.530                    | 4,10      |
| herb Gościna              | Gościno           | 2.473                    | 5,70      |
| herb Trzcińska-Zdroju     | Trzcińsko-Zdrój   | 2.448                    | 2,33      |
| herb Dobrzan              | Dobrzany          | 2.372                    | 5,34      |
| herb Dobrej               | Dobra             | 2.361                    | 2,37      |
| herb Człopy               | Człopa            | 2.341                    | 6,27      |
| herb Drawna               | Drawno            | 2.328                    | 5,03      |
| herb Stepnicy             | Stepnica          | 2.282                    | 3,40      |
| herb Białego Boru         | Biały Bór         | 2.244                    | 12,82     |
| herb Ińska                | Ińsko             | 2.032                    | 7,48      |
| herb Tuczna               | Tuczno            | 1.965                    | 9,21      |
| herb Cedyni               | Cedynia           | 1.639                    | 1,67      |
| herb Morynia              | Moryń             | 1.606                    | 5,54      |
| herb Suchania             | Suchań            | 1.449                    | 3,57      |
| herb Nowego Warpna        | Nowe Warpno       | 1.223                    | 24,51     |

## Utbildning
Följande universitet och högskolor har sitt säte i vojvodskapet:
- Szczecins universitet
- Koszalins tekniska universitet
- Västpommerns tekniska universitet i Szczecin, bildat 2009 genom sammanslagning av Szczecins tekniska universitet och Szczecins lantbruksuniversitet.
- Pommerns medicinska universitet i Szczecin
- Szczecins sjöfartsakademi

## Näringsliv
Szczecins och Świnoujścies hamn, det stora hamnkomplexet omkring Oders mynning, är Polens mest trafikerade, och Szczecin har en stor varvsindustri. Regionen har även en betydande turism vid kusten och gränshandel över den tyska gränsen.

## Turism och sevärdheter
Området är sedan 1800-talet en populär turistdestination för polska, tyska och skandinaviska turister, framförallt badorterna vid Östersjön, exempelvis Kołobrzeg, Świnoujście och Międzyzdroje, samt storstaden Szczecin. Flera av städerna i vojvodskapet har delvis bevarade medeltida stadskärnor och många framstående exempel på tegelgotikarkitektur.